# Тетраселенид гептапалладия
Тетраселенид гептапалладия — бинарное неорганическое соединение
палладия и селена
с формулой Pd7Se4,
кристаллы.

## Получение
- Сплавление стехиометрических количеств чистых веществ:

{\displaystyle {\mathsf {7Pd+4Se\ {\xrightarrow {415^{o}C}}\ Pd_{7}Se_{4}}}}

## Физические свойства
Тетраселенид гептапалладия образует кристаллы
ромбической сингонии,
пространственная группа P 212121,
параметры ячейки a = 1,0162 нм, b = 0,6863 нм, c = 0,5375 нм, Z = 2.